# زن عرب (نقاشی آبرنگ)
زن عرب (به انگلیسی: Arab Woman) یک نقاشی آبرنگ اثر جان سینگر سارجنت است. این نقاشی که در سال‌های پایانی سده نورزدهم یا اوایل سده بیستم کامل شده‌است، امروزه در موزه متروپولیتن نیویورک نگهداری می‌شود.

## توضیحات
هنرمند برجسته آمریکایی جان سینگر سارجنت در طول زندگی خود دوبار به خاورمیانه سفر کرد. سفر نخست او در سال ۱۸۹۰ به یونان، مصر و سپس ترکیه و سفر دوم او در سال ۱۹۰۵ به استان‌های عثمانی سوریه و فلسطین بود. این سفرها سارجنت را به خلق آثاری پیرامون خاورمیانه ترغیب کرد.
نقاشی زن عرب در طول یکی از سفرهای او به خاورمیانه کشیده شد. این نقاشی که با آبرنگ و گواش کشیده شده، یک زن عرب را با روبنده سفید به‌تصویر می‌کشد. در یادداشتی به‌جامانده از سارجنت، گفته شده که این نقاشی ناکامل است.